# Eumyias panayensis
Az Eumyias panayensis  a madarak osztályának verébalakúak (Passeriformes) rendjébe és a légykapófélék (Muscicapidae) családjába tartozó faj.

## Rendszerezése
A fajt Richard Bowdler Sharpe angol zoológus és ornitológus írta le 1877-ben. Szerepelt a Muscicapa nemben Muscicapa panayensis néven is.

## Alfajai
- Eumyias panayensis harterti (Oort, 1911)
- Eumyias panayensis meridionalis (Büttikofer, 1893)
- Eumyias panayensis nigriloris (Hartert, 1904)
- Eumyias panayensis nigrimentalis (Ogilvie-Grant, 1894)
- Eumyias panayensis obiensis (Hartert, 1912)
- Eumyias panayensis panayensis Sharpe, 1877
- Eumyias panayensis septentrionalis (Büttikofer, 1893)[2]

## Előfordulása
Délkelet-Ázsiában, Indonézia és a Fülöp-szigetek területén honos. Természetes élőhelyei a szubtrópusi vagy trópusi síkvidéki és hegyi esőerdők. Állandó, nem vonuló faj.

## Megjelenése
Testhossza 14 centiméter.

## Természetvédelmi helyzete
Az elterjedési területe nagyon nagy, egyedszáma pedig ismeretlen. A Természetvédelmi Világszövetség Vörös listáján nem fenyegetett fajként szerepel.